# 瓦尔德龙
瓦尔德龙（法語：Valdrôme，法語發音：[valdʁom]；意为“德龙河谷”），又译瓦尔德罗姆，是法国德龙省的一个市镇，属于迪镇区。

## 地理
瓦尔德龙（44°30'15"N, 5°34'23"E）面积41.51 平方千米，位于法国奥弗涅-罗讷-阿尔卑斯大区德龙省，该省份为法国东南部内陆省份，北起顺时针与伊泽尔省、上阿尔卑斯省、上普罗旺斯阿尔卑斯省、沃克吕兹省和阿尔代什省接壤。
与瓦尔德龙接壤的市镇（或旧市镇、城区）包括：莱皮讷、拉皮亚尔、拉巴蒂德丰、博里耶尔、沙朗、莱普雷、迪瓦地区圣迪济耶、瓦尔杜勒。

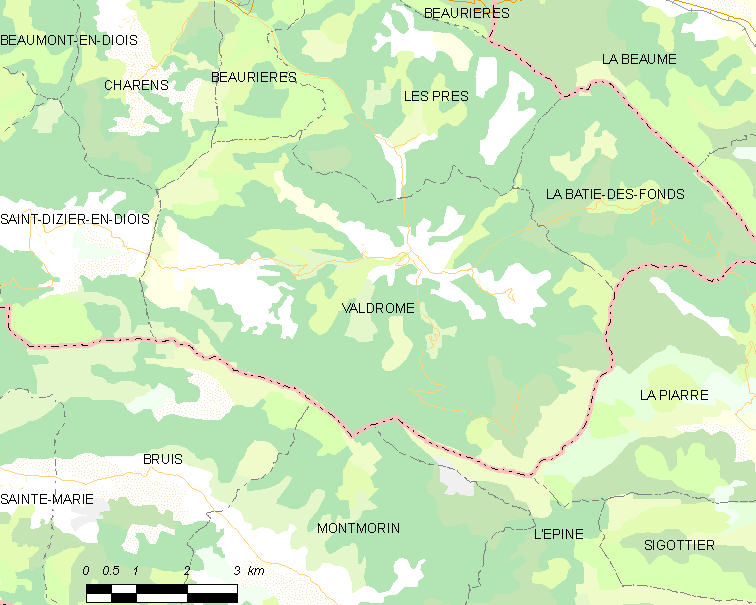
瓦尔德龙的OSM定位图

瓦尔德龙的时区为UTC+01:00、UTC+02:00（夏令时）。

## 行政
瓦尔德龙的邮政编码为26310，INSEE市镇编码为26361。

## 政治
瓦尔德龙所属的省级选区为迪瓦县。

## 人口

1962-2008年间瓦尔德龙人口变化图示

瓦尔德龙于2022年1月1日时的人口数量为134人。